# Jean Grimard
Jean Grimard was een Belgisch ijshockeyer en schaatser.

## Levensloop
Grimard werd in 1908 Belgisch kampioen schaatsen op de 500 meter.
Daarnaast maakte hij deel uit van de nationale ploeg die op de Europees kampioenschappen van 1910 in het Zwitserse Les Avants (nabij Montreux) brons won in het ijshockey. Op clubniveau was hij actief in deze sport bij de Fédération des Patineurs de Belgique (FPB).